# 维河畔贝尔维尔
维河畔贝尔维尔（法語：Belleville-sur-Vie，法語發音：[bɛlvil syʁ vi]）是法国卢瓦尔河地区大区旺代省的一个旧市镇，属于永河畔拉罗什区。2016年，维河畔贝尔维尔与市镇萨利尼合并为新市镇贝尔维尼，维河畔贝尔维尔为新市镇行政中心。

## 地理
维河畔贝尔维尔（46°47'0"N, 1°25'52"W）面积15.16 平方千米，位于法国卢瓦尔河地区大区旺代省，该省份为法国西部沿海省份，北起大西洋卢瓦尔省和曼恩-卢瓦尔省，西临大西洋，南至滨海夏朗德省，东部及东南部与德塞夫勒省接壤。
与维河畔贝尔维尔接壤的市镇（或旧市镇、城区）包括：萨利尼。

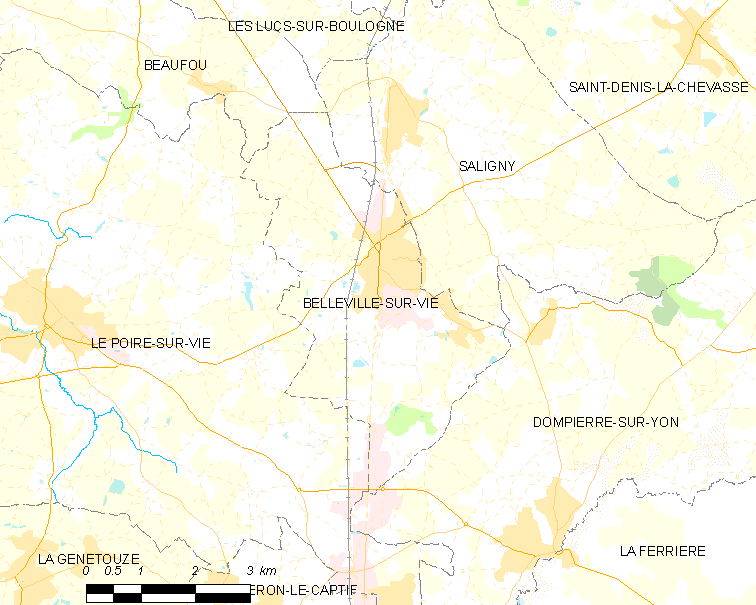
维河畔贝尔维尔的OSM定位图

维河畔贝尔维尔的时区为UTC+01:00、UTC+02:00（夏令时）。

## 行政
维河畔贝尔维尔的邮政编码为85170，INSEE市镇编码为85019。

## 政治
维河畔贝尔维尔所属的省级选区为艾泽奈县。

## 人口

1962-2008年间维河畔贝尔维尔人口变化图示

维河畔贝尔维尔于2018年1月1日时的人口数量为3995人。